# بندپهلو
بندپهلو (نام علمی: Arthropleura) نام یک سرده منقرض شده است. این جانور بزرگترین بندپایان سراسر تاریخ بود که در دوره کربنیفر می‌زیست.